# Konstantin Weliczkow

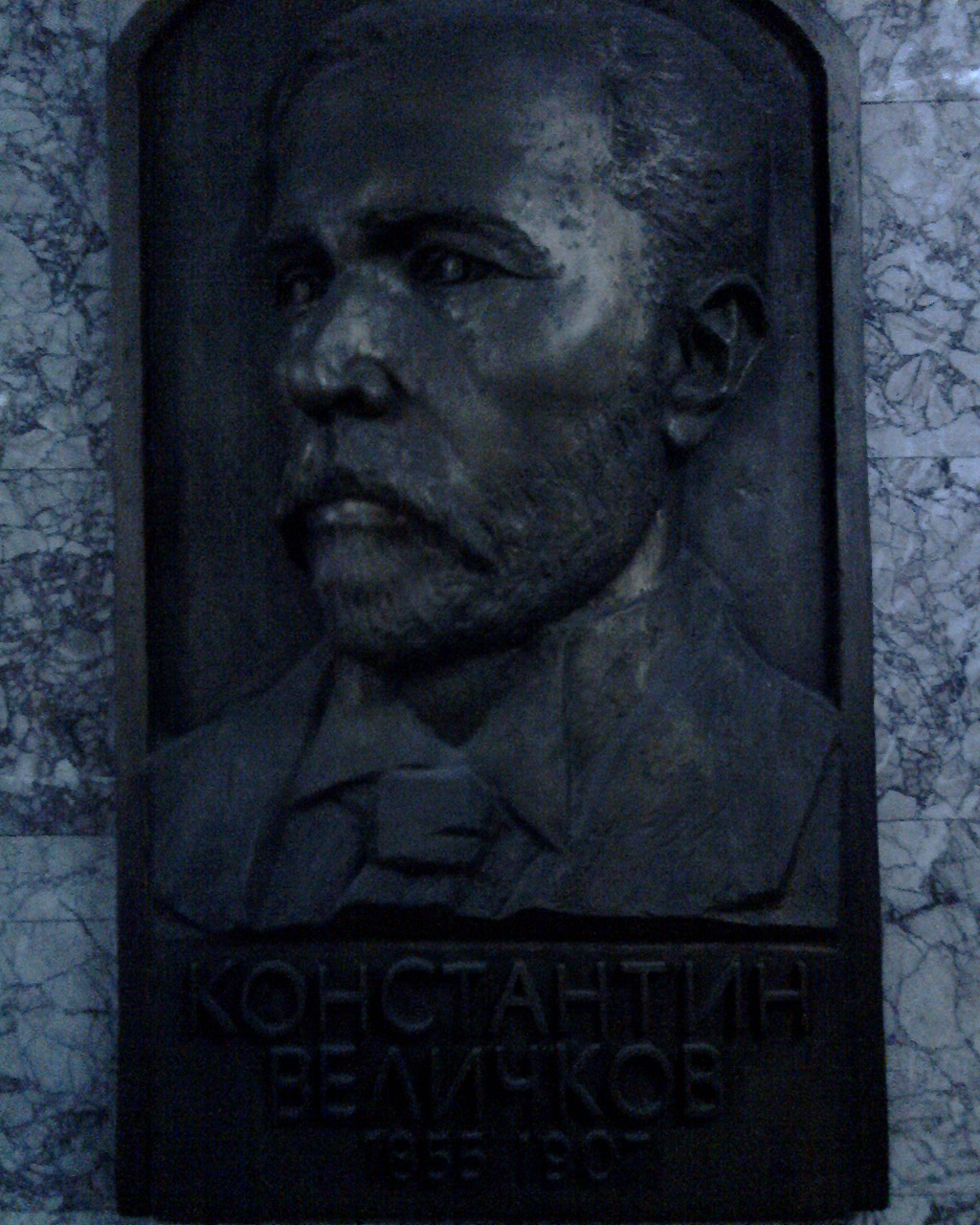
Tablica pamiątkowa Konstantina Weliczkowa

Konstantin Weliczkow (ur. 1855 w Pazardżiku, zm. 3 listopada 1907 w Grenoble) – bułgarski pisarz, krytyk literacki, działacz polityczny, brał udział w przygotowaniach do powstania kwietniowego 1876, wolnomularz.
Był redaktorem czasopism „Nauka” i „Letopisi”, współtwórca (1885) pierwszego pisma literackiego „Zora”.
Jego imieniem nazwana została jedna ze stacji sofijskiego metra.

## Twórczość
W twórczości inspirował się głównie i używał tematyki patriotycznej, widoczne w jego utworach były także inspiracje literaturą francuską i włoską. Najbardziej znane utwory to wiersze (Carigracki soneti 1899), wspomnienia (W tymnica 1899, dramaty Newianka i Swetosław 1872), Weliczkow wykonywał także przekłady z literatury francuskiej i włoskiej.